# Soulèvement d'Oust-Oussa

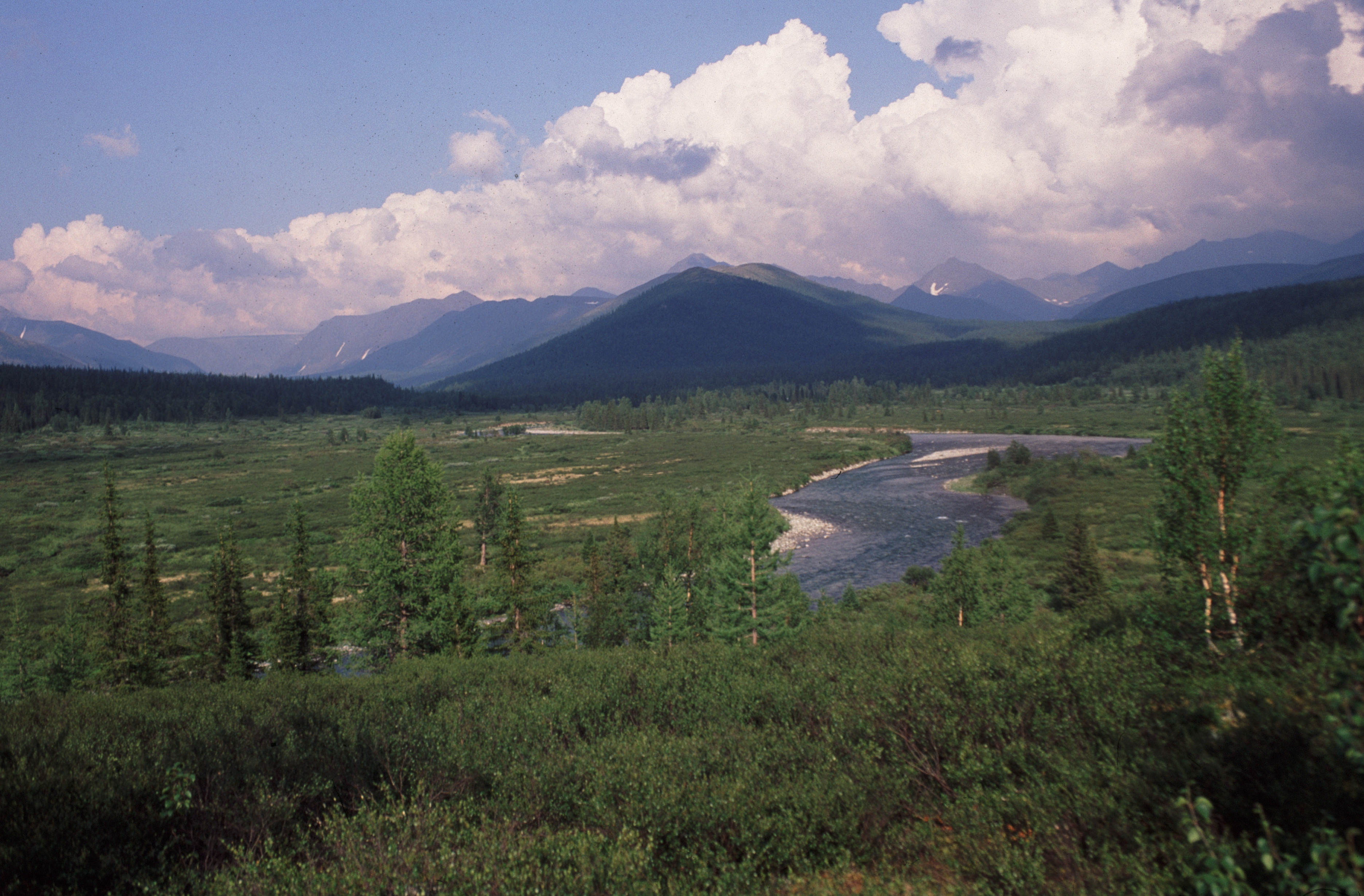
Paysage de Forêts vierges de Komi près de Petchora et d'Oust-Oussa

Localisation de la RSSA des Komis

Le soulèvement d'Oust-Oussa (en russe: Усть-Усинское восстание заключённых) est un soulèvement de prisonniers d'une division du camp de Goulag du nom de « Lesoreid » proche du village d'Oust-Oussa en République des Komis, en URSS. Il se produisit au début de l'année 1942. Le soulèvement était dirigé par le chef civil « libre » de la division du camp, un ancien prisonnier dénommé Marc Retiounine. Cette rébellion est, selon Anne Applebaum, la seule qui soit connue à cette époque de la dictature de Staline. Le soulèvement de Vorkouta et le soulèvement de Norilsk, datent de 1953, l'année de la mort de Staline.  

## Préparatifs du soulèvement
« Lesoreid » était une des divisions du Vorkoutlag, situé à environ 6 km du village d'Oust-Oussa. Au premier décembre 1941, le camp comptait 202 prisonniers, parmi lesquels 108 « politiques », condamnés en vertu de l'Article 58 du code pénal de la RSFSR (parmi lesquelles 27 trotskistes). Le directeur du camp, Marc Retiounine, originaire de l'Oblast d'Arkhangelsk, avait été condamné en 1929 et avait purgé dix ans pour banditisme (participation au cambriolage d'une banque) puis avait été libéré avant le terme de sa peine en 1939. Il reste toutefois volontairement dans le Vorkoutlag comme civil. Il était, à l'époque, administrateur en chef du camp de « Lesoreid ». Il avait la confiance de l'administration centrale. Certains l'ont décrit comme un buveur joueur de cartes, d'autres comme une forte personnalité volontiers bagarreur.        
Les mobiles de sa participation comme chef du soulèvement du camp sont peu clairs. Peut-être a-t-il été choqué par la décision du NKVD, de ne pas libérer les prisonniers politiques, même après le terme de leur peine. Le seul des premiers conjurés à avoir survécu à la rébellion, Afanassi Lachkine, répondit aux interrogatoires du NKVD que Retiounine, en 1941, s'imaginait que le NKVD tuerait tous les prisonniers des camps quand les Allemands arriveraient. Que leur servait-il de survivre plus longtemps comme prisonniers si c'était pour être abattu par ce NKVD ? Tel était le discours de Retiounine pour convaincre et créer un détachement de rebelles. Ayant été lui-même prisonnier, il était bien placé pour savoir que le NKVD n'hésiterait pas à exécuter collectivement les prisonniers des camps. Les autres détails de ses préparatifs et de ses opinions ne sont pas connus, Rétiounine ayant pris grand soin de dissimuler son projet.        
Le soulèvement est parfaitement planifié et préparé : dès l'automne 1941, Retiounine commande, comme chef du camp, à la base centrale, de plus grandes quantités de nourritures et de vêtements, dont des manteaux blancs en fourrure, des bottes de qualité. À cette époque, il n'y avait pas d'agents du NKVD infiltrés auxquels les prisonniers auraient pu dévoiler les préparatifs du soulèvement. De plus, il n'y avait au maximum que 15 personnes mises au courant de l'opération, parmi lesquelles aussi bien des prisonniers criminels que des prisonniers politiques. Les versions des évènements font partie de l'histoire orale du Goulag.
L'hiver est choisi pour le soulèvement parce que c'est le seul moment où les déplacements sont rendus plus rapides grâce aux routes de glace. Le plan était ainsi conçu : libérer les prisonniers de « Lesoreid », désarmer la garde, s'emparer du village d'Oust-Oussa, paralyser l'administration locale. Puis constituer un détachement qui se dirige vers Kojva où passe la voie de chemin de fer. De là, se diviser en deux pour atteindre deux objectifs : Kotlas et Vorkouta. En chemin, libérer d'autres prisonniers dans différentes divisions du camp qui se joignent au soulèvement et constituent une petite armée relativement puissante. À celle-ci se seraient également ralliés les populations des « Peuplements forcés » et les habitants des environs, de telle manière qu'il puisse être possible de faire se soulever les Kolkhozes.

## Cours des évènements
Le samedi 24 janvier 1942, dans l'après-midi, les rebelles passent à l'action. Les gardes des services de sécurité se servent des bains pour se laver. L'étuviste des bains - un chinois du nom de Lou Fa - fait partie du complot. Il ferme les portes derrière eux. Les rebelles désarment les autres gardes qui ne sont pas aux bains. Un d'entre eux est tué, l'autre est blessé. Les gardes sont enfermés dans des magasins de vivres, le camp est ouvert et tous les détenus sont mis au courant du projet de rébellion. Les prisonniers reçoivent un uniforme des forces de sécurité du camp récupérés sur 8 camions en convoi. Une partie des prisonniers (59 personnes) ne souhaite pas participer à l'insurrection et prend la fuite. Les autres, sous le commandement de Retiounine, sous l'apparence d'une détachement des forces de sécurité du camp, prennent le chemin d'Oust-Oussa formant un groupe de 82 hommes armés de 12 fusils-mitrailleurs et 4 revolvers. 
Les villageois d'Ousta-Oust sont d'abord désarçonnés par les tenues de prisonniers et ne comprennent pas de suite ce qui se passe. Mais rapidement, les prisonniers prennent la poste et la prison du village. À la poste ils coupent toutes les communications du village et à la prison ils font douze nouvelles recrues. Mais les civils d'Ousta-Oust finissent par comprendre la situation : ils s'emparent du petit aéroport de la ville et de ses deux avions, ils envoient des policiers dans le camp voisin de Polia-Kouria. Là le chef du camp, persuadé que les Allemands sont arrivés, ordonne aux prisonniers de retirer leurs chaussures pour les empêcher de s'évader. Des policiers partent vers Ousta-Oust pour « défendre la patrie contre les envahisseurs fascistes ».  
La lutte pour différents objectifs à Oust-Oussa se prolongea jusque minuit le 24 janvier. Les rebelles perdirent 9 hommes, en tuèrent 14 et en blessèrent 11. Ils réussirent aussi à s'emparer d'armes et à libérer 38 autres prisonniers parmi lesquels 12 se joignirent à eux. Par contre, 40 rebelles furent capturés et 21 se livrèrent de leur plein gré au NKVD local. Les civils du village d'Ousta-Oust télégraphient pour demander de l'aide en utilisant un émetteur radio caché dans la forêt.
La nuit du 25 janvier 1942 les rebelles prennent un convoi chargé d'armes du service de sécurité du camp au village d'Akis puis au matin se dirigent vers le village d'Oust-Lija (situé à l'endroit où la rivière Lyja se jette dans la Petchora). Au village d'Oust-Lyja ils s'emparent de nourriture et de matériel dans les entrepôts. Les rebelles comptent à ce moment 41 hommes très bien armés (41 fusils Mosin-Nagant), 15 revolvers et pistolets de différentes marques, plus de 10 000 cartouches etc.)
Le soir du 27 janvier, un détachement du service de sécurité du camp (Vokhr) partit en éclaireur à la recherche des insurgés et tomba sur eux à 65 km d'Oust-Lija. Au matin du 28 janvier une bataille est livrée dans les bois, à 105 km d'Oust-Oussa, sur la rivière Lija. 16 insurgés sont tués, le service de sécurité du camp perd 16 hommes également et 9 autres gardes sont blessés (dont deux meurent plus tard à l'hôpital). Il faut dire qu'une bonne partie d'entre eux meurent des suites de tirs fratricides, du fait de l'incapacité du commandement des gardes. De plus ces gardes de sécurité du camp étaient mal équipés et la plupart d'entr'eux souffraient des gelures à différents degrés.

Le fleuve Petchora et la ville de Petchora.

D'autres gardes de sécurité sont envoyés aux trousses des rebelles. Le 29 janvier, dans une cabane de chasseurs située sur la haute Lyja ces derniers qui ne sont plus que 26 hommes, tiennent conseil et décident de se scinder en trois groupes pour essayer d'atteindre la toundra dans la région des Nénètses éleveurs de rennes, située au nord de la république des Komis.

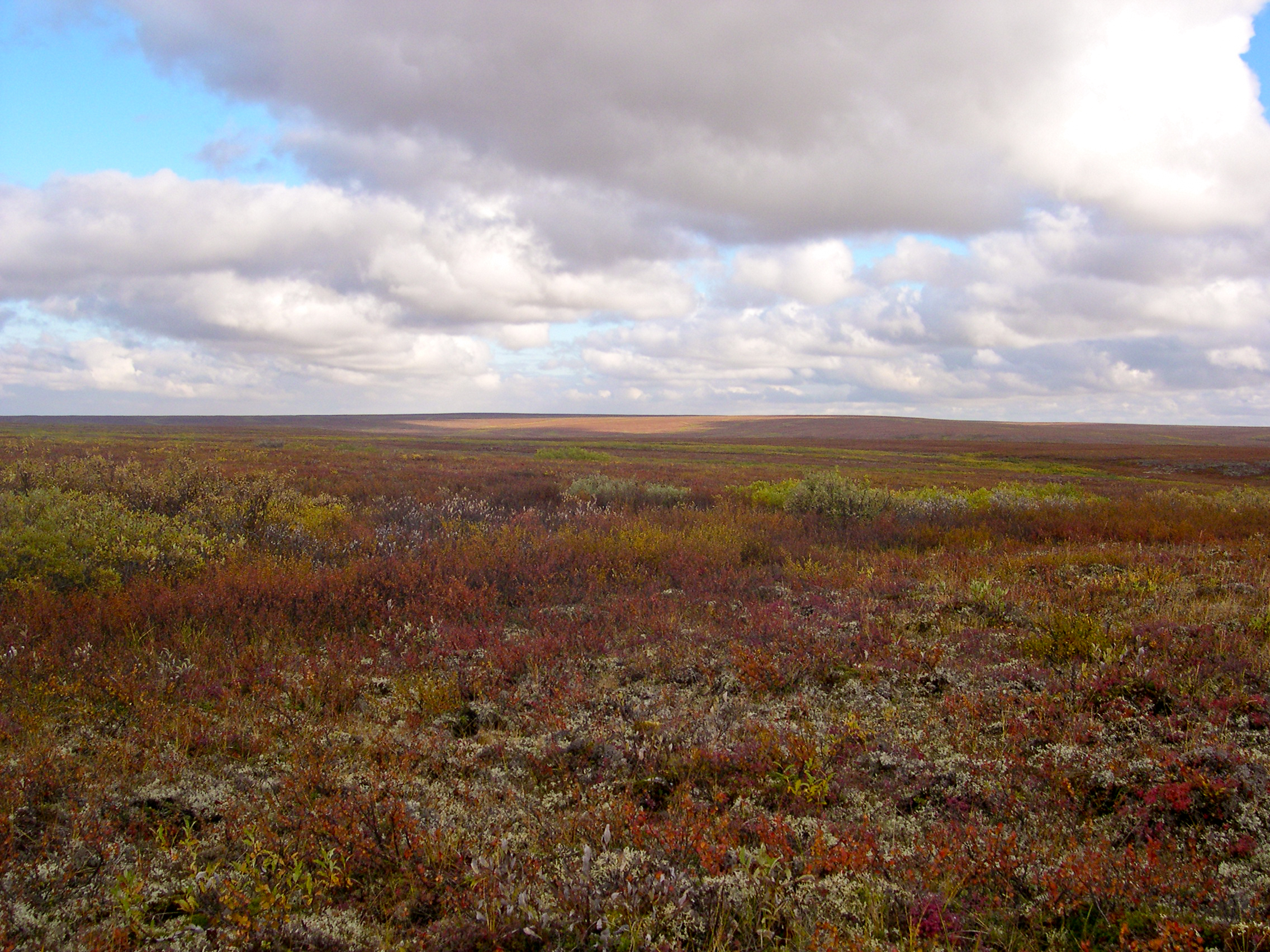
"Bolshezemelskaja tundra" Toundra du pays des Nénètses

Le 30 janvier, le 31 et le premier février l'extermination des rebelles se poursuivit. Le soir du premier février un des trois groupes composé de onze hommes parmi lesquels se trouvait Marc Retiounine est rattrapé par les forces de sécurité à 175 km d'Oust-Lyja sur un affluent de la Lyja et est encerclé. Après 23 heures de lutte le chef de la rébellion, Rétioutine et son lieutenant Mikhaïl Dounaïev et encore quatre autres rebelles se donnent la mort. Deux autres hommes, un Juif (Afannasi Iachkine) et un Chinois (Lou Fa), sont faits prisonniers. D'autres encore s'enfoncent dans les bois, en plein hiver, sans aucune chance de survie. Ils seront raflés les uns après les autres. Les corps sont entassés après avoir été mutilés par les gardes et photographiés. Les clichés conservés aux archives régionales montrent l'état des corps couverts de neige et de sang. On ne sait pas si les corps furent brûlés ou inhumés.

## Résultats
En tout, durant le soulèvement 42 prisonniers furent tués, et six capturés vivants. 40 prisonniers quittèrent le mouvement après le raid sur Oust-Oussa et 21 se rendirent au service local du NKVD. Après neuf mois de torture et d'interrogatoire, le 16 septembre 1942 furent prononcées 50 condamnations, parmi lesquelles celles de prisonniers mais aussi de civils employés du camp. Le conseil spécial du NKVD les condamna à la peine de mort qui fut exécutée. 18 autres personnes furent condamnées à différentes peines de privation de liberté. Les pertes du côte du NKVD et du Vokhr service de sécurité (Vokhr) s'élevèrent à 33 personnes tuées, 20 blessées, 52 victimes de gelures. Lors de sa déposition, Afanassi Iachkine déclara que le but de Retiounine était de renverser les autorités soviétiques locales et d'instaurer un régime fasciste qui puisse passer un accord avec les Allemands à leur arrivée. Mais il s'agissait d'interrogatoires menés par le NKVD avec le peu de crédit qui peut être accordé à de tels « aveux ». Il reste que de toute évidence la rébellion était non pas criminelle classique, mais politique et franchement anti-soviétique. La plupart des insurgés étaient d'ailleurs des « politiques ». Les soviétiques soupçonnaient aussi les Allemands de prévoir l'utilisation des détenus de Vorkouta comme une cinquième colonne s'ils pénétraient aussi loin au nord de la Russie.

## Appréciation
Le soulèvement d'Oust-Oussa en 1942 est considéré comme le premier de l'histoire du Goulag. Les témoignages relatifs aux plans globaux des insurgés varient. Il en existe selon lesquels Retiounine se proposait d'avancer vers le front et de faire la jonction avec des Allemands à l'arrière de celui-ci. C'est ce qu'un des rebelles capturés prétendit. Afanassi Iachkine, lors de ses premiers interrogatoires, ne parlait que de l'intention des rebelles de libérer des prisonniers de Vorkoutlag et de Petchorlag. Mais après dix jours apparaissent déjà dans ses réponses aux interrogatoires les thèmes de la dissolution des Soviets, du rejet des kolkhozes, de la création de liens avec le Troisième Reich dans le but d'obtenir de celui-ci une aide militaire, de créer un courant politique et économique semblable ou du même type que celui existant en Allemagne, de réunir les territoires russes occupés à ceux de l'Allemagne fasciste ou à ceux de la Finlande. Dans les documents soviétiques, la rébellion était appelée et considérée comme un « acte de banditisme » (malgré le fait que la majorité des chefs de cette rébellion n'était pas des condamnés de « droit commun », mais des « politiques »).
Instruit par cette expérience, Moscou a envoyé le 20 août 1942 une note à tous les camps du système NKVD, donnant deux semaines aux responsables pour éliminer les « éléments contre-révolutionnaires et antisoviétiques » pour lutter contre la « recrudescence des activités contre-révolutionnaires dans les camps ». À la suite de cette intervention une série d'enquêtes permirent de démasquer un nombre massif de prétendues conspirations : 603 groupes insurrectionnels sont désignés entre 1941 et 1944. Dans leur immense majorité, ces groupes étaient sans doute fictifs mais servaient à démontrer que le réseau de « mouchards » de l'administration était bien actif.
La rébellion d'Ousta-Oust ne tomba pas dans l'oubli et dix ans plus tard en 1953 le soulèvement de Vorkouta, le soulèvement de Norilsk à la mort de Staline reprirent le flambeau.

## Liens
- Le soulèvement d'Oust-Oussa Усть-Усинское восстание 1942 г. (Восстание Ретюнина) (Hrono.ru)
- (ru) Le soulèvement d'Oust-Oussa Первый решительный («Совершенно секретно»)
- (ru) Le soulèvement d'Oust-Oussa Рогачёв М. Б. « . Усинское восстание: документы и комментарии »(Archive.org • Wikiwix • Archive.is • Google • Que faire ?) (включает поимённый список приговорённых по делу о восстании)